# Josh Anderson
Joshua "Josh" Anderson, född 7 maj 1994, är en kanadensisk professionell ishockeyforward som spelar för Montreal Canadiens i NHL.
Han har tidigare spelat för Columbus Blue Jackets i NHL; Springfield Falcons, Lake Erie Monsters och Cleveland Monsters  i AHL samt London Knights i OHL.
Anderson draftades av Columbus Blue Jackets i fjärde rundan i 2012 års draft som 95:e spelare totalt.

## Statistik
| 2010–2011  | Burlington Eagles     | SCTA       | 58  | 41  | 35 | 76  | —   | —  | — | — | —  | —  |
|            | Burlington Cougars    | OJHL       | 4   | 0   | 2  | 2   | 0   | 1  | 0 | 0 | 0  | 0  |
| 2011–2012  | London Knights        | OHL        | 64  | 12  | 10 | 22  | 34  | 19 | 2 | 3 | 5  | 4  |
| 2012–2013  | London Knights        | OHL        | 68  | 23  | 26 | 49  | 77  | 19 | 1 | 2 | 3  | 23 |
| 2013–2014  | London Knights        | OHL        | 59  | 27  | 24 | 51  | 81  | 9  | 5 | 4 | 9  | 14 |
| 2014–2015  | Columbus Blue Jackets | NHL        | 6   | 0   | 1  | 1   | 2   | —  | — | — | —  | —  |
|            | Springfield Falcons   | AHL        | 52  | 7   | 10 | 17  | 76  | —  | — | — | —  | —  |
| 2015–2016  | Columbus Blue Jackets | NHL        | 12  | 1   | 3  | 4   | 2   | —  | — | — | —  | —  |
|            | Lake Erie Monsters    | AHL        | 58  | 18  | 21 | 39  | 108 | 15 | 7 | 5 | 12 | 24 |
| 2016–2017  | Columbus Blue Jackets | NHL        | 78  | 17  | 12 | 29  | 89  | 5  | 1 | 1 | 2  | 2  |
| 2017–2018  | Columbus Blue Jackets | NHL        | 63  | 19  | 11 | 30  | 42  | 6  | 1 | 2 | 3  | 21 |
|            | Cleveland Monsters    | AHL        | 1   | 0   | 0  | 0   | 0   | —  | — | — | —  | —  |
| 2018–2019  | Columbus Blue Jackets | NHL        | 82  | 27  | 20 | 47  | 60  | 10 | 1 | 2 | 3  | 22 |
| 2019–2020  | Columbus Blue Jackets | NHL        | 26  | 1   | 3  | 4   | 17  | —  | — | — | —  | —  |
| 2020–2021  | Montreal Canadiens    | NHL        | 52  | 17  | 7  | 24  | 38  | 22 | 5 | 1 | 6  | 12 |
| 2021–2022  | Montreal Canadiens    | NHL        | 69  | 19  | 13 | 32  | 65  | —  | — | — | —  | —  |
| 2022–2023  | Montreal Canadiens    | NHL        | 69  | 21  | 11 | 32  | 72  | —  | — | — | —  | —  |
| NHL totalt | NHL totalt            | NHL totalt | 457 | 122 | 81 | 203 | 387 | 43 | 8 | 6 | 14 | 57 |
| AHL totalt | AHL totalt            | AHL totalt | 111 | 25  | 31 | 56  | 184 | 15 | 7 | 5 | 12 | 24 |
| OHL totalt | OHL totalt            | OHL totalt | 191 | 62  | 60 | 122 | 192 | 47 | 8 | 9 | 17 | 41 |

### Internationellt
| Källa: Uppdaterad: 2023-02-28 | Källa: Uppdaterad: 2023-02-28 | Källa: Uppdaterad: 2023-02-28 |               | Utv = Utvisningsminuter | Utv = Utvisningsminuter | Utv = Utvisningsminuter | Utv = Utvisningsminuter | Utv = Utvisningsminuter |
| År                            | Lag                           | Mästerskap                    | Matcher       | Mål                     | Assists                 | Poäng                   | Utv                     |                         |
| ----------------------------- | ----------------------------- | ----------------------------- | ------------- | ----------------------- | ----------------------- | ----------------------- | ----------------------- | ----------------------- |
| 2014                          | Kanada                        | JVM                           | 7             | 1                       | 0                       | 1                       | 0                       |                         |
| 2022                          | Kanada                        | VM                            | 10            | 1                       | 7                       | 8                       | 10                      |                         |
| Junior totalt                 | Junior totalt                 | Junior totalt                 | Junior totalt | 7                       | 1                       | 0                       | 1                       | 0                       |
| Senior totalt                 | Senior totalt                 | Senior totalt                 | Senior totalt | 10                      | 1                       | 7                       | 8                       | 10                      |